# Fair City
Fair City – irlandzka opera mydlana, emitowana od 18 września 1989 na kanale RTÉ One.
Fabuła serialu skupia się na mieszkańcach Carrigstown, fikcyjnego przedmieścia Dublina. Serial jest emitowany cztery razy w tygodniu.